# Dos perros tontos
2 perros tontos (2 Stupid Dogs en inglés) es una serie animada estadounidense creada por el caricaturista Donovan Cook y producida por Hanna-Barbera Cartoons que fue emitida entre 1993 y 1995 en TBS Superstation. Luego fue cancelada y se mostraron las repeticiones en Cartoon Network, Boomerang y Tooncast.
El segmento principal era protagonizado por dos perros tontos los cuales eran anónimos, aunque en algunos episodios usaban nombres falsos. La voz del perro grande era hecha por Brad Garrett, quien trabajó en Everybody Loves Raymond, y la voz del pequeño era hecha por Mark Schiff. Otro segmento titulado Super Secret Secret Squirrel, presentaba una versión más moderna del Inspector Ardilla de Hanna-Barbera.

## Trama
2 perros tontos era un dibujo animado sobre un par de perros de escasa inteligencia, con un estilo de animación bastante inusual (para la época); un estilo simple, similar a los primeros dibujos animados de Hanna-Barbera entre los años 1950 y 60, con humor de los años 1990.

## Doblaje
| Personaje     | Actor de voz original | Doblaje para Hispanoamérica   | Doblaje para España |
| ------------- | --------------------- | ----------------------------- | ------------------- |
| Perro pequeño | Mark Schiff           | Jesús Brock (inicio)          | ¿?                  |
| Perro pequeño | Mark Schiff           | Andrés Esparza (resto)        | ¿?                  |
| Perro grande  | Brad Garrett          | Jesús Brock (inicio)          | ¿?                  |
| Perro grande  | Brad Garrett          | Juan Zadala (resto)           | ¿?                  |
| Cubby         | Rob Paulsen           | Víctor Mares Jr.              | ¿?                  |
| Sr. Hollywood | Brian Cummings        | Alejandro Abdalah (principal) | ¿?                  |
| Sr. Hollywood | Brian Cummings        | Isidro Olace (2ª voz)         | ¿?                  |
| Sr. Hollywood | Brian Cummings        | Guillermo Díaz (3ª voz)       | ¿?                  |
| Sr. Hollywood | Brian Cummings        | Jorge García (4ª voz)         | ¿?                  |

## Producción
2 perros tontos fue el principio del exitoso resurgimiento de Hanna-Barbera, ya que el estudio no había producido una serie desde Los Pitufos en 1981. La serie fue puesta en producción en 1992, por el recientemente graduado de California Institute of the Arts (CalArts), Donovan Cook. La serie fue considerada como un intento de atraer la popularidad de Ren y Stimpy, que estaba en su apogeo cuando Dos perros tontos fue puesto al aire. El creador de Ren y Stimpy, John Kricfalusi, cooperó en algunos episodios de la serie, específicamente en los de La caperucita roja, otros animadores de Spumco también ayudaron a la serie.
Varios directores y animadores del programa se convirtieron en los primeros creadores de What-A-Cartoon!; constaba de 48 cortometrajes animados, personajes originales, creados exclusivamente para Cartoon Network, buscaban la nueva generación de dibujos animados. 2 perros tontos creó a animadores como Genndy Tartakovsky (El laboratorio de Dexter y Samurai Jack), Craig McCracken (Las chicas superpoderosas, Mansión Foster para Amigos Imaginarios, Galaxia Wander y Kid Cosmic), Miles Thompson, Paul Rudish y Zac Moncrief. Muchos de sus cortos utilizaron el estilo simple del programa.

## Personajes
Los personajes principales nunca fueron nombrados. Son conocidos simplemente como "perro pequeño" y "perro grande" en los créditos. El perro grande es más fuerte e inteligente que el pequeño. En varios episodios el perro grande encuentra la manera correcta de solucionar algún problema. 
- Perro Pequeño (Little dog): Es un dachshund de color naranja que es inquieto, parlanchín y bastante miedoso. Es de pelaje naranja con el hocico y orejas negras. Le gusta mucho jugar con pelotas y le teme a los gatos. Es cuadrúpedo, pero puede estar y caminar sin ninguna dificultad como bípedo.

- Perro Grande (Big dog): Es un Bobtail más sereno, callado y lento, a tal punto que pasa largos ratos estando inmóvil. Su pelaje es gris con una nariz violeta y un mechón de pelo cubre sus pequeños ojos. Durante algunos instantes tiene episodios de cordura y narra una situación o consejo con una voz muy intelectual. Siempre piensa en comida y suele espantar a los gatos y en algunas ocasiones al perro pequeño con un solo ladrido. En algunos episodios lo han nombrado como Jonathan.

- Un gran hombre que se autodenomina Sr. H (aparece en los créditos como "Hollywood"), a quien le gusta encontrar los problemas de los demás diciendo: "¿No es eso gracioso?... ¡PERO ESTÁ MAAAAAL!!" ('mal' siempre es acompañado de un sonido similar a las bocinas de niebla). El nombre "Hollywood" se refiere a las múltiples apariciones y roles que hace en los episodios como un actor, vendedor, administrador e incluso aparece personificando a mujeres. En algunas ocasiones los personajes que interpreta son entidades independientes de similar apariencia, un ejemplo de este suceso es al final del episodio "Pastel en el cielo".

- Red (voz hecha por Candi Milo), un clon de La Caperucita Roja (en cierto sentido) cuyo problema de visión la mete en problemas cuando va a la casa de su abuela, o la mete en otras aventuras (que son siempre parodias de cuentos infantiles). Tiene el hábito de exclamar ciertas palabras con un grito. Algunos títulos de episodios donde aparece Red son referencias a Star Wars, el primero es "Red Strikes Back" (The Empire Strikes Back) y el segundo "Return of Red" (Return of the Jedi)

- Kenny Fowler: Es un niño pelirrojo que se enamora de una compañera de la escuela, pero siempre se mete en problemas por culpa de los perros, y es perseguido por otro de sus compañeros.

- Buffy Ziegenhagen, la niña compañera y que le gusta a Kenny. Le agradan mucho los perros.

- Un adolescente gordo llamado Cubby (voz hecha por Rob Paulsen), quien trabaja como encargado de varias tiendas.

- Pequeños gatos, los cuales asustan al perro pequeño con su sola presencia o un maullido. Por lo general son pequeños, de color amarillo pálido y con ojos azules de grandes pestañas. Estos son asustados por el perro grande quien les ladra haciendo que éstos se paralicen.

- Datos: Q657305